# Reiner Geye
Reiner Geye (22. listopadu 1949, Duisburg - 8. srpna 2002, Mohuč) byl německý fotbalista, útočník.

## Fotbalová kariéra
Začínal v týmu Eintracht Duisburg 48. V německé bundeslize hrál za Fortunu Düsseldorf a 1. FC Kaiserslautern. V bundeslize nastoupil ve 485 utkáních a dal 113 gólů. Za západoněmeckou reprezentaci nastoupil v letech 1972–1974 ve 4 utkáních a dal 1 gól. V Poháru UEFA nastoupil ve 42 utkáních a dal 8 gólů. 

## Ligová bilance
| Ročník                                    | Zápasy | Góly | Klub                 |
| ----------------------------------------- | ------ | ---- | -------------------- |
| 2. německá fotbalová Bundesliga 1968/1969 | 26     | 10   | Fortuna Düsseldorf   |
| 2. německá fotbalová Bundesliga 1969/1970 | 31     | 15   | Fortuna Düsseldorf   |
| 2. německá fotbalová Bundesliga 1970/1971 | 34     | 25   | Fortuna Düsseldorf   |
| Německá fotbalová Bundesliga 1971/1972    | 34     | 8    | Fortuna Düsseldorf   |
| Německá fotbalová Bundesliga 1972/1973    | 32     | 16   | Fortuna Düsseldorf   |
| Německá fotbalová Bundesliga 1973/1974    | 32     | 16   | Fortuna Düsseldorf   |
| Německá fotbalová Bundesliga 1974/1975    | 33     | 15   | Fortuna Düsseldorf   |
| Německá fotbalová Bundesliga 1975/1976    | 32     | 7    | Fortuna Düsseldorf   |
| Německá fotbalová Bundesliga 1976/1977    | 32     | 4    | Fortuna Düsseldorf   |
| Německá fotbalová Bundesliga 1977/1978    | 33     | 5    | 1. FC Kaiserslautern |
| Německá fotbalová Bundesliga 1978/1979    | 32     | 5    | 1. FC Kaiserslautern |
| Německá fotbalová Bundesliga 1979/1980    | 33     | 17   | 1. FC Kaiserslautern |
| Německá fotbalová Bundesliga 1980/1981    | 34     | 11   | 1. FC Kaiserslautern |
| Německá fotbalová Bundesliga 1981/1982    | 30     | 0    | 1. FC Kaiserslautern |
| Německá fotbalová Bundesliga 1982/1983    | 32     | 3    | 1. FC Kaiserslautern |
| Německá fotbalová Bundesliga 1983/1984    | 32     | 2    | 1. FC Kaiserslautern |
| Německá fotbalová Bundesliga 1984/1985    | 31     | 2    | 1. FC Kaiserslautern |
| Německá fotbalová Bundesliga 1985/1986    | 33     | 2    | 1. FC Kaiserslautern |
| CELKEM Německá fotbalová Bundesliga       | 485    | 113  |                      |